# Luigi Sagrati
Luigi Sagrati (Roma, 10 novembre 1921 – Roma, 20 marzo 2008) è stato un violista italiano.

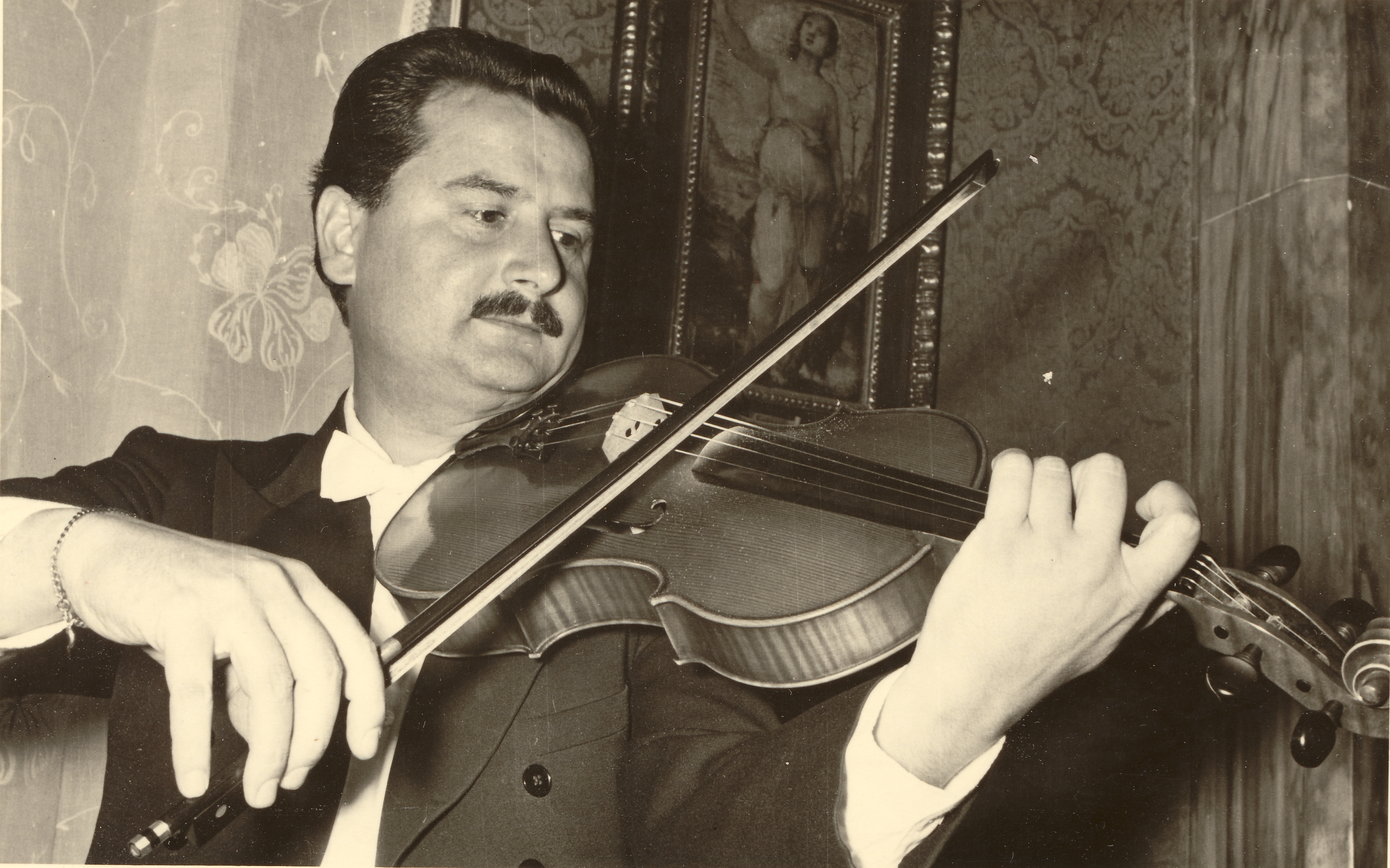
Luigi Sagrati

Iniziò a suonare il violino da giovanissimo, si diplomò con il massimo dei voti all'Accademia Nazionale di Santa Cecilia e nell'immediato dopoguerra cominciò un'intensa attività concertistica in Italia ed all'estero. Cominciò a studiare la viola all'inizio degli anni cinquanta e vi si dedicò a tempo pieno quando fu invitato da Pina Carmirelli ed Arturo Bonucci a far parte del Quintetto Boccherini al posto di Renzo Sabatini. Nel 1949 Bonucci e Carmirelli avevano trovato in una biblioteca di Parigi un'edizione completa dei 141 quintetti per archi di Luigi Boccherini e si apprestavano tramite il nuovo complesso ad iniziare un'imponente opera di valorizzazione di quelle opere fino ad allora trascurate. Dopo la scomparsa di Bonucci e Carmirelli, Luigi Sagrati è stato il principale organizzatore delle attività del Quintetto, che ha infatti terminato ogni attività quando egli negli anni novanta dovette rallentare e poi interrompere l'attività concertistica a causa dell'età.
Ha poi fondato, nel 1963, il Quartetto Brahms per archi e pianoforte con Pier Narciso Masi (pianoforte), Marco Scano (violoncello) e Montserrat Cervera (violino). Con entrambi i complessi ha compiuto numerose tournée nazionali, in Europa e nel mondo, di cui tredici in Nord America, ed ha registrato numerosi dischi per EMI Voce del Padrone e per la Ensayo spagnola. Dal 1977 alla morte è stato presidente dell'Unione Musicisti di Roma, con la cui orchestra da camera ha svolto intensa attività concertistica per la diffusione della cultura musicale nelle provincie laziali. Con questa orchestra ha anche collaborato con Ennio Morricone per la sincronizzazione di alcune colonne sonore dei suoi celebri film.
Era sposato con il soprano siciliano Lidia Cremona (1919-1998), anch'ella concertista affermata negli anni quaranta e cinquanta del XX secolo. Come violinista suonava un violino tirolese del '700. Per la sua attività di violista possedette due viole, una Capicchioni "modello Tertis" del 1956 ed una fabbricata da Roberto Bianchi negli anni ottanta. Per la maggior parte della carriera suonò con un archetto francese costruito da Dominique Peccatte nel 1870 circa.